# Kulturreferat (München)
Das Kulturreferat ist ein Referat der Stadtverwaltung München zur Kunst- und Kulturförderung Münchens und ist von der Hochkultur bis zur Volkshochschule und der Freien Szene zuständig.

## Gründung
In der Zeit des Nationalsozialismus bemühte sich Münchens Führungsriege, den beiden Titeln „Hauptstadt der Bewegung“ und „Hauptstadt der deutschen Kunst“ gleichermaßen gerecht zu werden. Zur Bündelung aller kulturellen Aufgaben, die zuvor auf verschiedene Referate verteilt waren, wurde in München 1934 ein Kulturamt geschaffen. Dieser Schritt ermöglichte auch die Beeinflussung und Aufsicht durch die NSDAP.
Das Münchner Kulturamt gliederte sich in drei Hauptabteilungen. Unter Hans Zöberlein als Chef des Kulturamts waren der Dirigent Franz Adam für Musik, der Maler Hans Flüggen für Bildende Kunst und der NS-Funktionär Max Reinhard für Theater und Literatur zuständig. Zöberlein wurde im Herbst 1935 zusammen mit Hans Flüggen auf Initiative Adolf Hitlers abgelöst. Die enge Vertrauensstellung mit Karl Fiehler trug Max Reinhard im Oktober 1935 die Gesamtleitung des Münchner Kulturamts ein.

## Haushalt und Mitarbeiter
Für seine Ausgaben verfügt das Kulturreferat über ein Gesamtbudget von ca. 154.700.000 Euro (Stand 2025), wovon 40.147.000 Euro an die Münchner Kammerspiele und 54.436.000 Euro an die Münchner Stadtbibliothek gehen.
Die Einrichtungen des Kulturreferats (ohne die gemeinnützigen GmbHs) beschäftigten Stand 2019 ca. 1280 Mitarbeiter, wovon ca. 500 in Bibliotheken, ca. 340 im Theaterbereich, ca. 180 in städtischen Museen, ca. 150 bei den Münchner Philharmonikern und ca. 110 in den Fachabteilungen für kulturelle Infrastruktur, Veranstaltungen und Kulturförderung tätig sind.

## Kulturreferenten

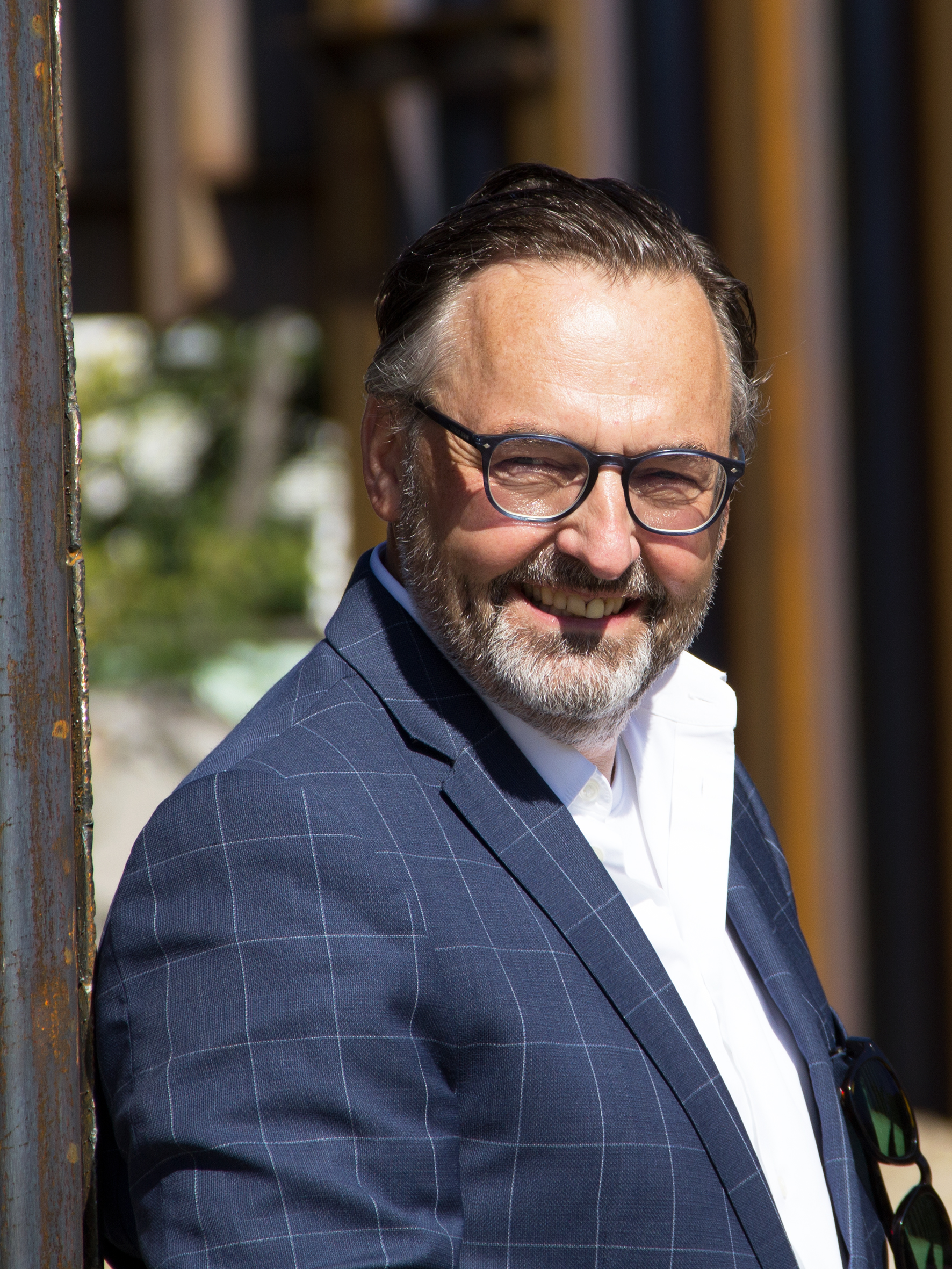
Anton Biebl, 2020

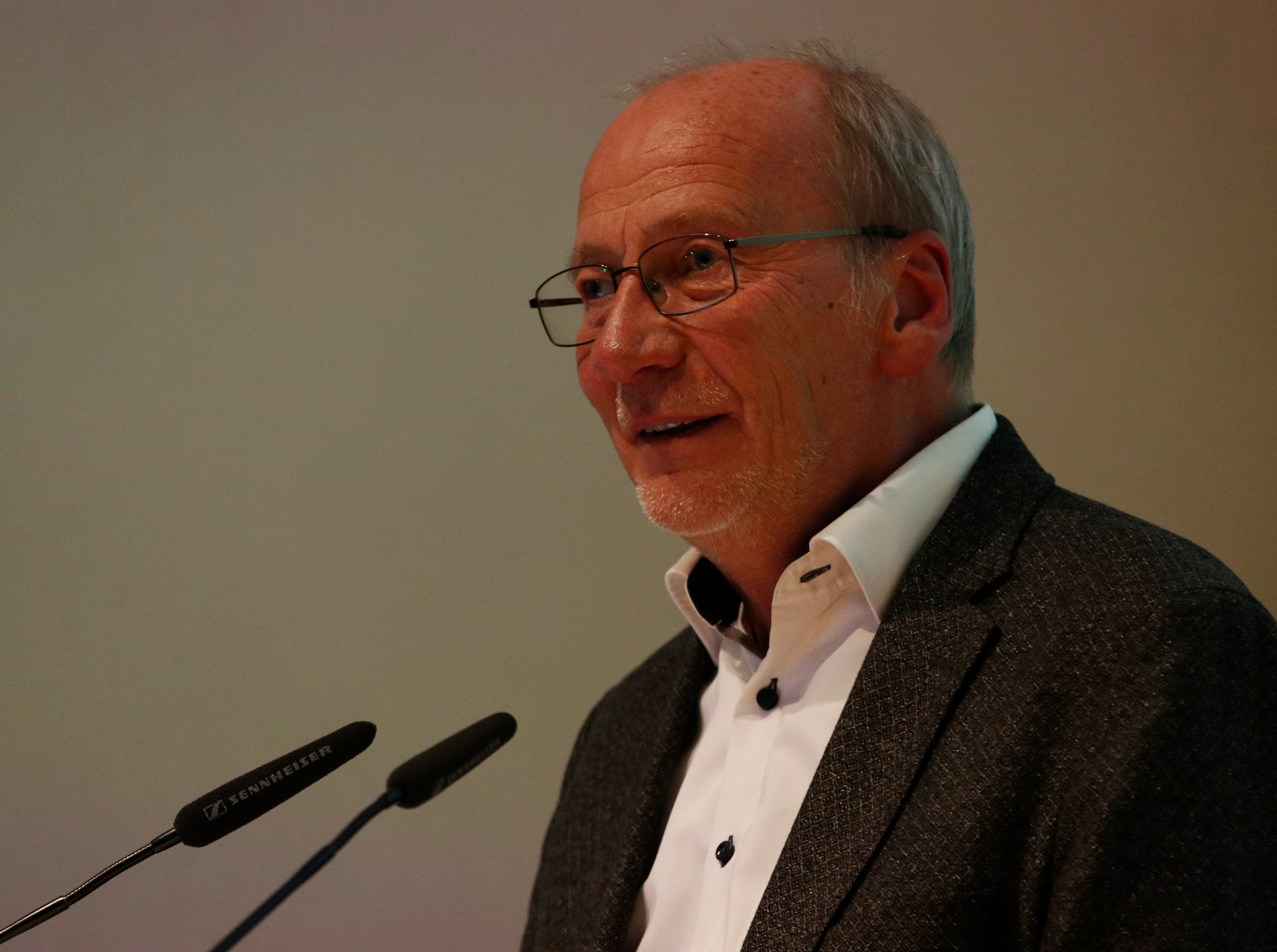
Hans-Georg Küppers, 2019

Der Leiter des Kulturreferats wird in der Regel als berufsmäßiger Stadtrat im Münchner Stadtrat für sechs Jahre berufen. Als Kulturreferenten amtierten zuletzt:
- Marek Wiechers (kommissarisch seit April 2025)[5]
- Anton Biebl (2019–2025)
- Hans-Georg Küppers (2007–2019)
- Lydia Hartl (2001–2007)
- Julian Nida-Rümelin (1998–2001, ausgeschieden wegen Berufung in die Bundesregierung)
- Siegfried Hummel (1988–1998)
- Jürgen Kolbe (1976–1988)
- Herbert Hohenemser (1956–1976)
- Walther von Miller (1949–1956)
- Max Reinhard (1935–1945)

## Zuständigkeit für kommunale Kultureinrichtungen Münchens
Dem Kulturreferenten unterstehen alle kommunalen Kultureinrichtungen Münchens:
- Städtische Bildungseinrichtungen (Münchner Stadtbibliothek, Münchner Volkshochschule)
- Städtische Museen, Sammlungen und Galerien (Jüdisches Museum München, Kunstarkaden, Städtische Galerie Lothringer13, Maximiliansforum, Münchner Artothek, Münchner Stadtmuseum, Museum Villa Stuck, Rathausgalerie, Städtische Galerie im Lenbachhaus, Valentin-Karlstadt-Musäum)
- Städtische Theater (Münchner Kammerspiele mit Otto-Falckenberg-Schule und Schauburg/Theater der Jugend, Münchner Volkstheater, Deutsches Theater)
- Städtisches Orchester (Münchner Philharmoniker)
- Künstlerhaus Villa Waldberta für internationale Stipendiaten der Stadt München
- NS-Dokumentationszentrum München

## Aufgaben des Kulturreferats
- Städtische Kulturförderung durch die Bereitstellung kultureller Infrastruktur in der Innenstadt und den Stadtteilen, Beratung und Unterstützung bei kulturellen Veranstaltungen, Auszeichnungen für Kulturschaffende wie auch Sach- und Geldleistungen für Projekte und Institutionen.
- Förderung von Kultur- und Kunstschaffenden in München – z. B. durch Preise, Stipendien und Ateliers. Seit 1991 verleiht die Landeshauptstadt Stipendien für vielversprechende literarische Projekte vor allem von jüngeren Münchner Autoren und Übersetzern für anspruchsvolle Übertragungen ins Deutsche. Mit einem Stipendium wurden unter anderem ausgezeichnet: Barbara Bronnen, Keto von Waberer, SAID, Matthias Politycki, Albert Ostermaier, Fabienne Pakleppa, Maxim Biller, Michael Lentz, Petra Morsbach, Ulrike Draesner, Georg M. Oswald, Friedrich Ani, Christine Wunnicke, Oliver Bottini, Jens Petersen, Thomas Lang, Claudia Klischat, Christine Pitzke, Andrea Heuser, Max Scharnigg, Monika Goetsch, Markus Ostermair und Pierre Jarawan.[6] Ab 2019 wurden zusätzlich zwei Stipendien für Kinder- und Jugendliteratur vergeben. Erste Preisträgerinnen waren Nina Basovic Brown für ein Kinderbuchprojekt und Efua Traoré für ein Jugendbuchprojekt.[6] Ab 2023 werden alle zwei Jahre zehn Stipendien vergeben:
  - 5 Stipendien für Literatur
  - 2 Stipendien für den Bereich Übersetzung
  - 1 Stipendium für den Bereich Kinderbuch
  - 1 Stipendium für den Bereich Jugendbuch
  - 1 Stipendium für den Bereich Illustration/Graphic Novel in Höhe von jeweils 8000 Euro. Zusätzlich wird der Leonhard und Ida Wolf-Gedächtnispreis für Literatur mit 3000 Euro verliehen, mit dem aussichtsreiche Projekte vor allem von jüngeren Münchner Autoren gefördert werden sollen.[7]
- Förderung der Stadtteilkultur: Ansprache einer breiten Öffentlichkeit sowie kulturelle Bildung, um allen Münchnerinnen die Teilhabe an Kultur und Kunst zu ermöglichen.
- Förderung der kulturellen Vielfalt und interkulturellen Arbeit in München
- Internationaler Kulturaustausch, z. B. Förderung der Internationalen Münchner Friedenskonferenz